# VV Cephei
VV Cephei (hay còn gọi là HD 208816) là sao cực siêu khổng lồ nằm trong chòm sao Tiên Vương (Cepheus) và là ngôi sao sáng nhất của chòm sao đó. Trong chòm sao Tiên Vương có ngôi sao MU Cephei là sao siêu khổng lồ đỏ. Ngôi sao đó nhỏ hơn VV Cephei một chút, nhưng cũng là ngôi sao lớn thứ hai và sáng thứ hai của chòm sao Tiên Vương. Cho đến nay, người ta mới chỉ biết rằng ngôi sao lớn hơn VV Cephei là VY Canis Majoris (sao cực siêu khổng lồ đỏ) nằm trong chòm sao Đại Khuyển và lớn hơn sao VY Canis Majoris là sao UY Scuti (Một ngôi sao siêu khổng lồ tím) nằm trong chòm sao Thuẫn Bài. Trong vũ trụ có thể có hàng trăm ngôi sao lớn hơn VV Cephei và các nhà thiên văn học vẫn còn tìm kiếm những ngôi sao lớn hơn VV Cephei ngoài VY Canis Majoris và UY Scuti.

## Sự thay đổi
VV Cephei là một hệ sao đôi mờ nhạt được phát hiện bởi nhà thiên văn học người Mỹ Dean McLaughlin vào năm 1936.
VV Cephei trải qua cả thiên thực sơ cấp và thứ cấp trong quỹ đạo 20,3 năm. Thiên thực sơ cấp hoàn toàn che khuất ngôi sao thứ cấp nóng bỏng và tồn tại trong gần 18 tháng. Thiên thực thứ cấp nông đến mức chúng không được phát hiện bằng phương pháp trắc quang vì các phần thứ cấp che khuất một tỷ lệ nhỏ như vậy của ngôi sao chính mát mẻ lớn. Thời gian và thời gian của nhật thực là khác nhau, mặc dù khởi phát chính xác rất khó đo lường vì nó là dần dần. Chỉ Epsilon Aurigae và AS Leonis Minoris mới có thời gian dài hơn trong số các nhị phân lu mờ.
VV Cephei cũng cho thấy các biến đổi bán đều đặn trong vài phần mười độ sáng. Các biến thể biểu kiến và hồng ngoại dường như không liên quan đến các biến thể ở bước sóng tử ngoại. Một khoảng thời gian 58 ngày đã được báo cáo trong UV, trong khi thời gian chiếm ưu thế cho bước sóng dài hơn là 118,5 ngày. Các biến thể bước sóng ngắn được cho là gây ra bởi đĩa xung quanh thứ cấp nóng, trong khi xung của nguyên tố siêu phẳng màu đỏ gây ra các biến thể khác. Người ta đã dự đoán rằng đĩa xung quanh thứ cấp sẽ tạo ra độ biến thiên độ sáng như vậy.

## Quang phổ

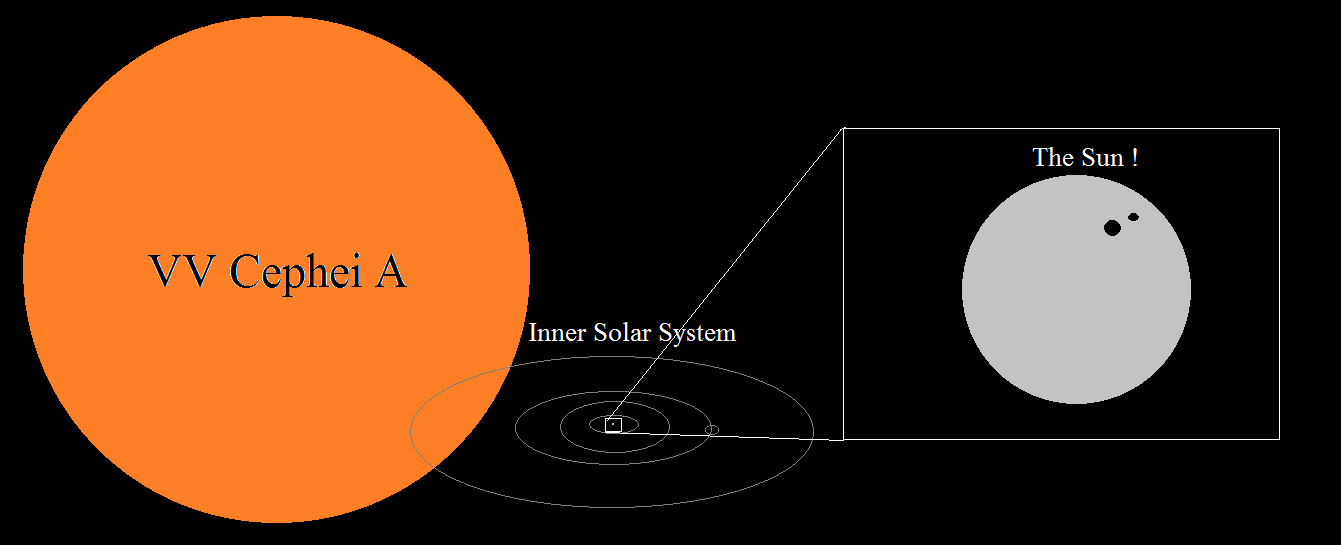
So sánh Vòng Trong Hệ Mặt Trời, Mặt Trời và VV Cephei

Phổ của VV Cep có thể được phân giải thành hai thành phần chính, bắt nguồn từ một siêu sao mát mẻ và một ngôi sao nhỏ nóng được bao quanh bởi một đĩa. Vật liệu xung quanh thứ cấp nóng tạo ra các vạch phát xạ, bao gồm các vạch cấm [FeII], hiện tượng B [e] được biết đến từ các ngôi sao khác được bao quanh bởi các đĩa hoàn cảnh. Các đường phát xạ hydro là đỉnh đôi, gây ra bởi một thành phần hấp thụ trung tâm hẹp. Điều này được gây ra bởi việc nhìn thấy đĩa gần như cạnh trên nơi nó chặn bức xạ liên tục từ ngôi sao. Đây là đặc điểm của sao vỏ.
Các dòng bị cấm, chủ yếu là FeII mà còn của CuII và NiII, hầu hết không đổi về vận tốc hướng tâm và trong lúc nhật thực, do đó chúng được cho là bắt nguồn từ vật liệu tuần hoàn xa.
Phổ thay đổi đáng kể trong các lần nhật thực chính, đặc biệt là ở các bước sóng tử ngoại được tạo ra mạnh nhất bởi người bạn đồng hành nóng và đĩa của nó. Phổ B điển hình với một số phát xạ được thay thế bằng phổ chiếm ưu thế bởi hàng ngàn vạch phát xạ khi các phần của đĩa được nhìn thấy với sự liên tục từ ngôi sao bị chặn. Trong quá trình xâm nhập và đi ra, các cấu hình đường phát xạ thay đổi khi một bên hoặc bên kia của đĩa gần ngôi sao trở nên rõ ràng trong khi bên còn lại vẫn bị lu mờ. Màu sắc của toàn bộ hệ thống cũng bị thay đổi khi nhật thực, với phần lớn ánh sáng xanh từ người bạn đồng hành bị chặn.
Ngoài nhật thực, các vạch quang phổ nhất định thay đổi mạnh mẽ và thất thường cả về sức mạnh và hình dạng, cũng như tính liên tục. Các biến đổi ngẫu nhiên nhanh chóng trong tính liên tục bước sóng ngắn (tức là nóng) dường như phát sinh từ đĩa xung quanh thành phần B. Các đường hấp thụ vỏ cho thấy vận tốc hướng tâm thay đổi, có thể là do sự thay đổi trong quá trình bồi tụ từ đĩa. Phát thải từ FeII và MgII tăng cường xung quanh periastron hoặc nhật thực thứ cấp, xảy ra cùng một lúc, nhưng các vạch phát xạ cũng thay đổi ngẫu nhiên trong quỹ đạo.
Trong phổ quang học, Hα là tính năng phát xạ rõ ràng duy nhất. Sức mạnh của nó thay đổi ngẫu nhiên và nhanh chóng ra khỏi nhật thực, nhưng nó trở nên yếu hơn nhiều và tương đối ổn định trong các lần nhật thực chính.

## Tính chất
Có thể tính toán khối lượng của các ngôi sao nhị phân che khuất với một số độ chính xác, nhưng trong trường hợp này, việc mất khối lượng, thay đổi các tham số quỹ đạo, một đĩa che khuất phần thứ cấp nóng và nghi ngờ về khoảng cách của hệ thống đã dẫn đến các ước tính khác nhau. Mô hình truyền thống, từ quỹ đạo có nguồn gốc quang phổ, có khối lượng của cả hai ngôi sao vào khoảng 20 M☉, đặc trưng cho siêu sao đỏ phát sáng và một ngôi sao chuỗi A sớm. Một mô hình thay thế đã được đề xuất dựa trên thời gian bất ngờ của nhật thực năm 1997. Giả sử rằng sự thay đổi là do chuyển khối lượng làm thay đổi quỹ đạo, cần có giá trị khối lượng thấp hơn đáng kể. Trong mô hình này, ngôi sao chính là ngôi sao AGB 2,5 M☉ và ngôi sao phụ là ngôi sao 8 M☉ B. Vận tốc hướng tâm phổ cho thấy phần thứ cấp có khối lượng bằng với phần chính được giải thích là một phần của đĩa chứ không phải là chính ngôi sao.
Đường kính góc của VV Cephei A có thể được ước tính bằng phương pháp trắc quang và đã được tính toán ở 0,00638 giây cung. [9] Điều này cho phép tính toán trực tiếp đường kính thực tế, phù hợp với 1.050 R☉ có nguồn gốc từ một giải pháp quỹ đạo hoàn chỉnh và thời gian nhật thực. Phân tích các lần nhật thực trước đó đã đưa ra các giá trị bán kính trong khoảng 1.200 R đến 1.600 R☉ và giới hạn trên 1.900 R☉. Các sơ đồ của thùy roche của VV Cephei A trái ngược nhau, ví dụ, thùy roche được tính là khoảng 1.800 R☉, do đó bán kính không thể lớn hơn thế này, mặc dù trong một sơ đồ khác, thùy roche được tính là nhiều lớn hơn ở mức 3.000 R☉. Kích thước của thứ cấp thậm chí còn không chắc chắn hơn, vì nó bị che khuất về mặt vật lý và trắc quang bởi một đĩa lớn hơn nhiều hàng trăm R☉. Thứ cấp chắc chắn nhỏ hơn nhiều so với đĩa chính hoặc đĩa, và đã được tính toán ở mức 13 R☉ đến 25 R☉ từ dung dịch quỹ đạo.
VV Cep A khi nó xuất hiện trên Celestia, với Mu Cephei (Ngôi sao Garnet) cũng hiển thị trong hình
Nhiệt độ của các ngôi sao VV Cephei một lần nữa không chắc chắn, một phần vì đơn giản là không có một nhiệt độ duy nhất có thể được gán cho một ngôi sao khuếch tán không hình cầu đáng kể quay quanh một người bạn đồng hành nóng bỏng. Nhiệt độ hiệu quả thường được trích dẫn cho các ngôi sao là nhiệt độ của một vật đen hình cầu gần bằng với sản lượng bức xạ điện từ của ngôi sao thực tế, chiếm sự phát xạ và hấp thụ trong phổ. VV Cephei A được xác định khá rõ ràng là siêu sao M2 và do đó, nó được cung cấp nhiệt độ khoảng 3.800 K. Ngôi sao thứ cấp bị che khuất rất nhiều bởi một đĩa vật liệu từ sơ cấp và phổ của nó gần như không thể phát hiện được đối với sự phát xạ của đĩa. Phát hiện một số vạch hấp thụ tử ngoại thu hẹp loại quang phổ về đầu B và nó rõ ràng là một ngôi sao có trình tự chính, nhưng có khả năng là bất thường ở một số khía cạnh do chuyển khối từ siêu sao.
Mặc dù VV Cephei A là một ngôi sao cực kỳ lớn có tổn thất khối lượng lớn và có một số dòng phát thải, nhưng nó thường không được coi là một siêu năng lực. Các đường phát xạ được tạo ra từ đĩa bồi xung quanh thứ cấp nóng và cường độ tuyệt đối là điển hình cho siêu lục địa màu đỏ.